# Effektives Potential

Effektives Potential im Gravitationsfeld (ohne Berücksichtigung der allgemeinen Relativitätstheorie) für einen gegebenen Drehimpuls.

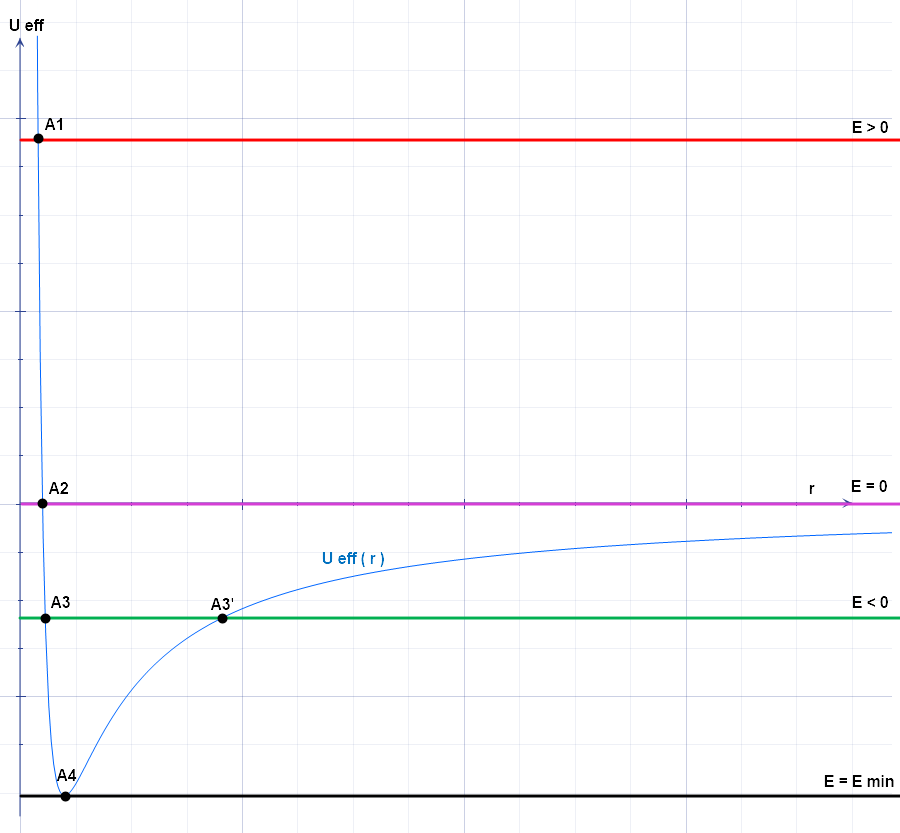
Energien für verschiedene Bahnen: A1: Hyperbel, A2: Parabel; A3: Ellipse; A4: Kreis

Das effektive Potential {\displaystyle V_{\text{eff}}} ist ein Begriff aus der Mechanik, der bei der Behandlung von Zentralkräften, wie der Gravitationskraft bei der Planetenbewegung, nützlich ist. Im effektiven Potential sind die potenzielle Energie und die azimutale Bewegungsenergie des umlaufenden Objekts vereinigt. Das effektive Potential ist, trotz seines Namens, genau genommen kein Potential, sondern es hat die Dimension einer Energie.

## Qualitative Beschreibung
Im Schwerefeld eines Zentralkörpers, beispielsweise der Sonne im Sonnensystem, nimmt die potenzielle Energie mit der Annäherung immer stärker ab. Ein Körper (z. B. ein Komet) stürzt aber nur dann ins Zentrum, wenn er sich genau in Richtung der Sonne bewegt. Anderenfalls hat der Komet einen Drehimpuls, der nach den Gesetzen der Mechanik bei der Annäherung an die Sonne erhalten bleiben muss, was einer immer höheren kinetischen Energie entspricht. Ab einer gewissen Entfernung steigt die hierfür erforderliche kinetische Energie stärker an, als die potenzielle Energie abnimmt: das effektive Potential hat ein Minimum. Die nebenstehende Abbildung zeigt mögliche Fälle. Wie üblich wird dem Potenzial in unendlicher Entfernung der Wert Null zugeordnet.
- Bei geringer Energie (E < 0) kann sich der Körper nur zwischen einem Minimalabstand (A3) und einem Maximalabstand (A3′) aufhalten; der Komet oder Planet beschreibt eine Ellipsenbahn;
- im Fall der geringstmöglichen Energie (Emin) ist der Abstand konstant (A4), der Körper beschreibt eine Kreisbahn;
- bei hoher Energie (E ≥ 0) beschreibt der Körper eine Parabel- (E = 0) bzw. eine Hyperbelbahn (E > 0).

## Nichtrelativistische Mechanik
Ein Körper der Masse {\displaystyle m}, der sich in einem Zentralkraftfeld im Abstand {\displaystyle r} vom Kraftzentrum bewegt, hat eine mechanische Energie, die sich aus der potentiellen Energie {\displaystyle V} und der kinetischen Energie {\displaystyle E_{\mathrm {kin} }} zusammensetzt. In Polarkoordinaten {\displaystyle (r,\varphi )} ergibt sich:
{\displaystyle {\begin{aligned}E&=V(r)+E_{\mathrm {kin} }\\&=V(r)+{\frac {1}{2}}m\cdot {\dot {\vec {r}}}^{2}\\&=V(r)+{\frac {1}{2}}m(r{\dot {\varphi }})^{2}+{\frac {1}{2}}m\cdot {\dot {r}}^{2}\end{aligned}}}
Den azimutalen Anteil {\displaystyle {\frac {1}{2}}m(r{\dot {\varphi }})^{2}} der kinetischen Energie kann man durch den Betrag des Drehimpulses {\displaystyle L=m\cdot r^{2}\cdot {\dot {\varphi }}}, der bei einer Zentralkraft eine Erhaltungsgröße ist, ausdrücken und mit der potentiellen Energie zum effektiven Potential {\displaystyle V_{\text{eff}}} zusammenfassen:
{\displaystyle {\begin{alignedat}{2}\Rightarrow E&=V(r)+{\frac {1}{2}}{\frac {L^{2}}{m\cdot r^{2}}}&&+{\frac {1}{2}}m\cdot {\dot {r}}^{2}\\&=V_{\text{eff}}(r)&&+{\frac {1}{2}}m\cdot {\dot {r}}^{2}\,\,(*)\end{alignedat}}}
wodurch das effektive Potential definiert ist als:
{\displaystyle V_{\text{eff}}(r)=V(r)+{\frac {1}{2}}{\frac {L^{2}}{m\cdot r^{2}}}}
Den zweiten Term auf der rechten Seite dieser Gleichung bezeichnet man auch als Rotationspotential oder Drehimpulsbarriere und mit umgekehrtem Vorzeichen als Zentrifugalpotential.
Man hat es in Gleichung {\displaystyle (*)} nun nur noch mit einer gewöhnlichen Differentialgleichung in der radialen Koordinate {\displaystyle r} zu tun. Die Lösung einer solchen geschieht durch Anwendung der Methode der Trennung der Veränderlichen (dt und dr) mit den Bewegungskonstanten {\displaystyle E} und {\displaystyle L} als Parametern. Ihre Lösung ist durch das elliptische Integral
{\displaystyle t-t_{0}=\int _{r_{0}}^{r}\mathrm {d} r'{\frac {1}{\sqrt {{\frac {2}{m}}\left(E-V_{\text{eff}}(r')\right)}}}}
gegeben. Für eine andere, anschaulichere Lösung, bei der der Radius in Abhängigkeit vom Winkel dargestellt wird, siehe unter Zweikörperproblem.
Anschaulich aus der Kurve des effektiven Potentials ergeben sich ohne weitere mathematische Überlegungen für {\displaystyle E<0} zunächst zwei Schnittpunkte {\displaystyle r_{\mathrm {min} }} und {\displaystyle r_{\mathrm {max} }} mit der effektiven Potentialkurve, zwischen denen sich der Körper auf seiner Bahn bewegt. Für das Minimum des effektiven Potentials fallen beide Distanzen zusammen und man erhält eine Kreisbahn. Für {\displaystyle E\geq 0} beschreibt der Körper eine ungebundene Bewegung mit nur einem minimalen Abstand.

## Allgemeine Relativitätstheorie
In der allgemeinen Relativitätstheorie erhält das effektive Potential Korrekturterme höherer Ordnung. Die Konstanten der Bewegung in der Schwarzschild-Metrik sind nicht mehr {\displaystyle E=V+E_{\text{kin}}} und {\displaystyle L=vmr}, sondern {\displaystyle E=um'c} und {\displaystyle L={\dot {\phi }}m'r^{2}}, mit
- {\displaystyle u={\text{d}}x/{\text{d}}\tau =v\gamma ={v}/{\sqrt {1-{\tfrac {v^{2}}{c^{2}}}}}} Eigengeschwindigkeit,
- {\displaystyle {\dot {\phi }}={\text{d}}\phi /{\text{d}}\tau =\omega \gamma ={\omega }/{\sqrt {1-{\tfrac {v^{2}}{c^{2}}}}}} Eigenwinkelgeschwindigkeit,
- {\displaystyle m'=m+V/c^{2}=m\sigma =m{\sqrt {1-{\tfrac {r_{\text{s}}}{r}}}}} „gebundene“ Masse,
- {\displaystyle \gamma =1/{\sqrt {1-{\tfrac {v^{2}}{c^{2}}}}}} Lorentzfaktor,
- {\displaystyle \sigma ={\sqrt {1-{\tfrac {r_{\text{s}}}{r}}}}} Shapirofaktor und
- {\displaystyle r_{\text{s}}={\tfrac {2GM}{c^{2}}}} Schwarzschild-Radius.

Ausgehend vom Linienelement fällt der letzte Term in der Rotationsebene wegen {\displaystyle d\theta =0} weg:
{\displaystyle {\text{d}}s^{2}=-\sigma ^{2}c^{2}{\text{d}}t^{2}+{\text{d}}r^{2}/\sigma ^{2}+r^{2}{\text{d}}\phi ^{2}}
bzw. nach der Eigenzeit {\displaystyle \tau } umgeformt:
{\displaystyle c^{2}{\text{d}}\tau ^{2}=+\sigma ^{2}c^{2}{\text{d}}t^{2}-{\text{d}}r^{2}/\sigma ^{2}-r^{2}{\text{d}}\phi ^{2}}
und mit {\displaystyle \sigma ^{2}/d\tau ^{2}} multipliziert:
{\displaystyle c^{2}\sigma ^{2}=+\sigma ^{4}c^{2}({\text{d}}t/{\text{d}}\tau )^{2}-({\text{d}}r/{\text{d}}\tau )^{2}-\sigma ^{2}r^{2}({\text{d}}\phi /{\text{d}}\tau )^{2}}
können der Term auf der linken Seite der potentiellen Energie und die Terme auf der rechten Seite der Reihe nach der Gesamtenergie, der radialen kinetischen Energie und der Rotationsenergie zugeordnet werden, wenn die Gleichung mit {\displaystyle (mc)^{2}} multipliziert würde. Die Terme für die potentielle und die Rotationsenergie in der Form des effektiven Potentials zusammengefasst ergeben mit {\displaystyle l=r^{2}d\phi /d\tau }:
{\displaystyle \sigma ^{4}c^{2}({\text{d}}t/{\text{d}}\tau )^{2}=({\text{d}}r/{\text{d}}\tau )^{2}+[c^{2}\sigma ^{2}+\sigma ^{2}l^{2}/r^{2}]}
sodass das effektive Potential in der allgemeinen Relativitätstheorie als
{\displaystyle V_{\text{eff}}(r)=mc^{2}{\sqrt {\left(1-{\frac {r_{\text{s}}}{r}}\right)\left(1+{\frac {L^{2}}{m^{2}r^{2}c^{2}}}\right)}}=mc^{2}{\sqrt {1-{\frac {r_{\text{s}}}{r}}+{\frac {L^{2}}{m^{2}r^{2}c^{2}}}-{\frac {L^{2}r_{\text{s}}}{m^{2}r^{3}c^{2}}}}}}
dargestellt werden kann. Dieses Potential enthält {\textstyle mc^{2}}, den konstanten Term der Ruheenergie, gegen den das Potential für {\displaystyle r\to \infty } auch strebt, und ist für {\textstyle r<r_{\text{s}}} imaginär. Objekte mit einem Radius kleiner ihrem Schwarzschild-Radius nennt man Schwarze Löcher.
Während in der klassischen Physik beliebig enge Bahnen um den Zentralkörper möglich sind, da für jedes {\displaystyle L^{2}>0} ein Minimum existiert, ist dies in der Schwarzschild-Lösung nicht der Fall. Das effektive Potential besitzt für {\displaystyle L^{2}>3m^{2}c^{2}r_{\text{s}}^{2}} ein Maximum (Apoapsis) und ein Minimum (Periapsis) an den Orten
{\displaystyle r_{\text{A,P}}={\frac {L^{2}}{m^{2}c^{2}r_{\text{s}}}}\pm {\sqrt {{\frac {L^{4}}{m^{4}c^{4}r_{\text{s}}^{2}}}-3{\frac {L^{2}}{m^{2}c^{2}}}}}\,};
unterhalb dieses Wertes für den Drehimpuls ist es monoton steigend. Eine marginal stabile Umlaufbahn (innermost stable circular orbit, ISCO) ergibt sich somit als Kreisbahn bei
{\displaystyle r_{\text{ms}}=3r_{\text{s}}}.